# Aristolochia enricoi
Aristolochia enricoi (Luino, L.Gaut. & Callm.) è una pianta della famiglia delle Aristolochiaceae, endemica del Madagascar.

## Etimologia
La specie è intitolata in onore di Enrico Luino, il fratello del primo autore, che morì nel 2003 all'età di 21 anni. Enrico condivideva con Iacopo il grande amore per la botanica tropicale che ha portato quest'ultimo in Madagascar.

## Descrizione

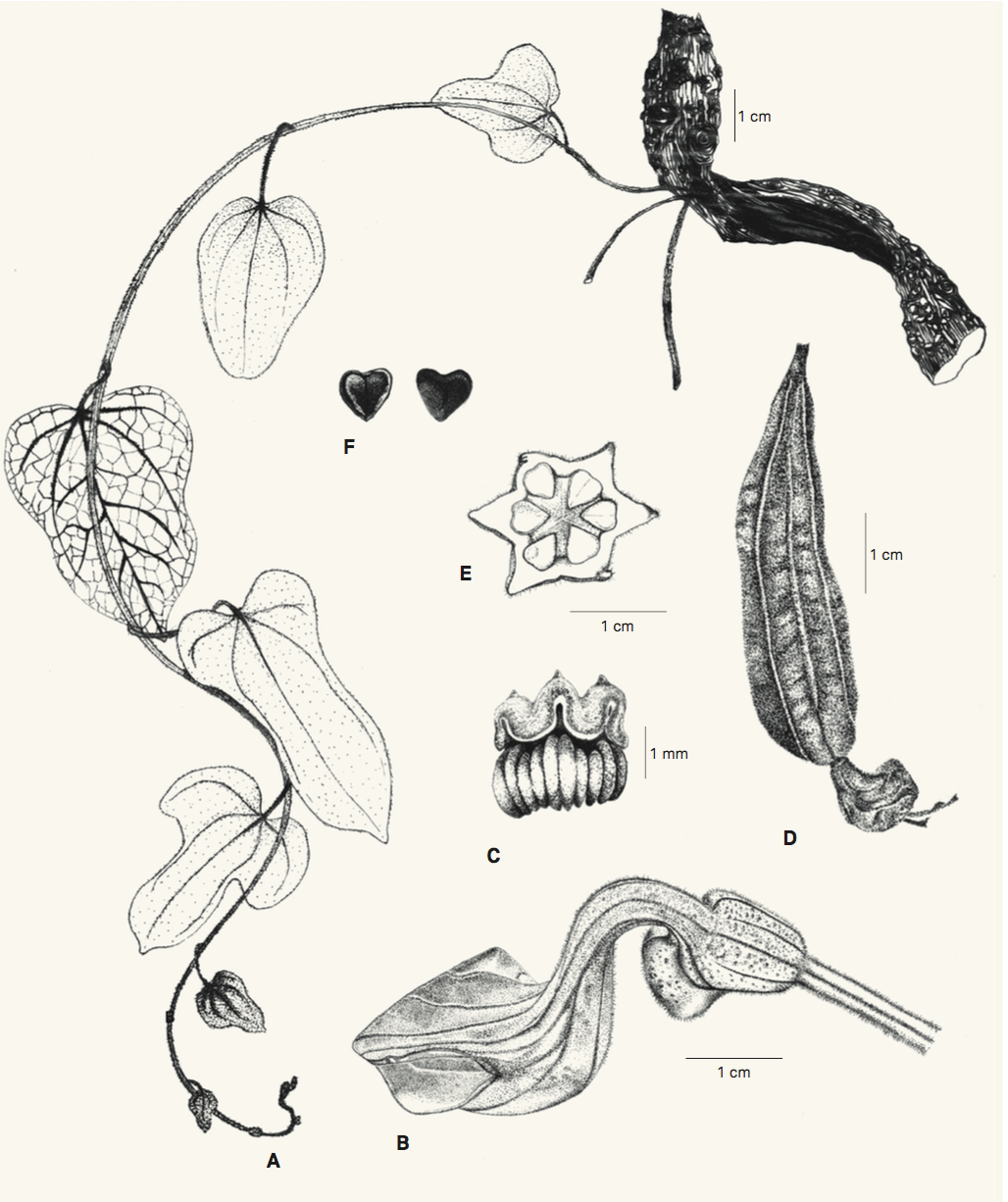
Disegno di S. Da Giau & G. Loza

Pianta lianosa, strisciante nei primi metri dello stelo, decidua. Lo stelo può misurare fino a 15–25 m di altezza e presenta una sezione trasversal a forma di 8, tipica del genere. Foglie lunghe 4–8 cm, leggermente pubescenti su entrambe le facce e di forma variabile. Giovani apici vegetativi ricoperti di una densa peluria dorata. Le infiorescenze si sviluppano a partire dallo stelo legnoso, sovente dal livello del suolo. Fiori lunghi fino a 5 cm, ogni parte ricoperta da un indumento di peli bianchi; tubo curvato ad S, imbutiforme, aperto verso l'esterno e strozzato sotto la gola; gola giallo-zolfo acceso; lobi 2, da triangolari a arrotondati, viola; utricolo punteggiato di piccole macchie rosse, venato di viola; ginostemio lungo 2,7 mm e largo 1,6 mm, antere 6, gialle, ognuna composta da 4 sacche polliniche, lobi stigmatici 6, verdi. Frutto pendulo, forma a simil-cetriolo, indeiscente, legnoso, 6-costato, lungo fino a 5,5, marrone a maturità. Semi a forma di cuore, convessi e ruvidi sulla faccia superiore, concavi e lisci sulla faccia inferiore, lunghi 4 mm e larghi 4 mm.

## Biologia
Basandosi sul periodo di raccolta, l'antesi ha luogo a novembre ed i frutti maturano da dicembre a gennaio. La pianta è decidua e le foglie sono assenti durante la stagione secca, di solito da maggio ad ottobre.

### Impollinazione
Le relazioni pianta-insetto di Aristolochia enricoi sono ancora sconosciute. Nell'ovest e nel sud del Madagascar il genere di farfalla monospecifico Pharmacophagus antenor (Drury, 1773) (il solo rappresentante della tribù Troidini in Madagascar) è noto per essere monofago di Aristolochia albida. Come documentato da Parsons (1996), le larve delle farfalle Troidini del genere australasico Ornithoptera si nutrono principalmente di Aristolochia nella regione australasiana. Tenendo conto della sovrapposizione degli areali di distribuzione di A. enricoi e Pharmacophagus antenor e delle note abitudini alimentari di quest'ultimo, si può ipotizzare che le larve di P.antenor abbiano un ruolo nel ciclo riproduttivo di Aristolochia enricoi.

## Distribuzione e habitat
Aristolochia enricoi è stata reperita unicamente tra le formazioni calcaree erose ("Tsingy" in malgascio) di Beanka nell'ovest del Madagascar. La sua ecologia dipende fortemente dalla foresta densa decidua (climax), dove radica in condizioni ombreggiate per raggiungere la luce della canopea.